# Taipei Nan Shan Plaza
Der Taipei Nan Shan Plaza (chinesisch 臺北南山廣場, Pinyin Táiběi Nánshān Guǎngchǎng) ist ein 48-stöckiger Wolkenkratzer im Stadtteil Xinyi, Taipeh, Taiwan. Der Taipei Nan Shan Plaza hat eine strukturelle Höhe von 272 Metern.
Das Gebäude wurde von den Architektenbüros Mitsubishi Jisho Sekkei im postmodernen Stil entworfen. Es ist das zweithöchste Gebäude in Taipeh (nach Taipei 101) und das dritthöchste Gebäude in Taiwan (nach Taipei 101 und Tuntex Sky Tower). Ab 2019 ist es das 146. höchste Gebäude in Asien und das 248. höchste Gebäude der Welt. Die 6. bis 43. Etage ist für Büros geöffnet, von insgesamt 38 Etagen. Bis Juni 2018 waren bereits mehr als 90 % der Fläche vermietet.